# Abdirahman Mohamed Farole

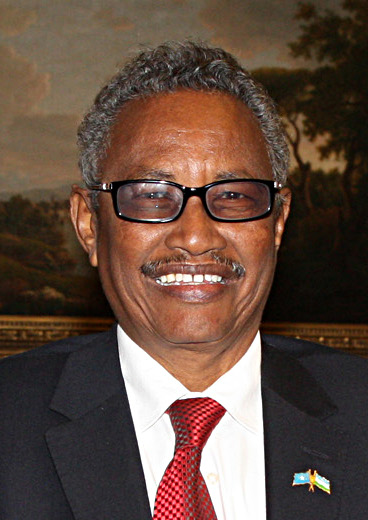
Abdirahman Mohamed „Farole“ (2011)

Abdirahman Mohamed „Farole“ (* 1942; Schreibung in Somali: Cabdiraxham Maxamad Farole) wurde am 8. Januar 2009 zum Präsidenten der faktisch autonomen Region Puntland im Nordosten Somalias gewählt.
Er stammt aus der Region Nugaal. In den 1990er Jahren war er in der Zeit der UN-Mission in Somalia Gouverneur seiner Region. In Puntland, das sich 1998 zur autonomen Region innerhalb Somalias erklärte, war er zeitweise Finanzminister.
Wegen Differenzen mit dem damaligen Präsidenten Puntlands Mohamud Muse Hersi wurde er ab Anfang 2006 zur Führungspersönlichkeit der Opposition in Puntland. Für eineinhalb Jahre lebte Abdirahman Mohamed Farole in Australien, wo er an der La Trobe University einen Doktortitel erlangte. Ende 2008 kehrte er zurück.
Am 8. Januar 2009 wurde Farole vom Parlament Puntlands mit 49 von 66 Stimmen gewählt. Er kündigte eine neue Verfassung und die Einführung eines Mehrparteiensystems an. Ferner versprach er, die soziale Entwicklung voranzutreiben, eine Art Wohlfahrtssystem einzuführen, die Sicherheitslage zu verbessern und die Piraterie vor der Küste Somalias zu bekämpfen, die vor allem von Puntland ausgeht.